# Siódmy gabinet Roberta Menziesa
Siódmy gabinet Roberta Menziesa – trzydziesty ósmy gabinet federalny Australii, urzędujący od 11 stycznia 1956 do 10 grudnia 1958. Był czwartym z rzędu gabinetem koalicyjnym Liberalnej Partii Australii (LPA) i Partii Wiejskiej (CP). Był również jedynym w dziejach Australii siódmym gabinetem jednego premiera.
Po raz pierwszy w historii australijskiego rządu federalnego równocześnie z gabinetem powołano tzw. junior ministry, czyli grupę osób noszących tytuły ministrów i kierujących określonymi obszarami polityki, lecz niebędących członkami gabinetu. Tym samym przeniesiono na grunt australijski rozwiązanie ustrojowe mające długą tradycję w Wielkiej Brytanii.

## Okoliczności powstania i dymisji
Gabinet powstał w następstwie przedterminowych wyborów z grudnia 1955, w których koalicji LPA-CP udało się utrzymać dzierżoną od 1949 władzę. Następne wybory odbyły się w listopadzie 1958 i ponownie przyniosły zwycięstwo koalicji, co pozwoliło premierowi Menziesowi sformować swój ósmy gabinet.

## Skład
| stanowisko                                                               | osoba           | partia | od                   | do                   |
| ------------------------------------------------------------------------ | --------------- | ------ | -------------------- | -------------------- |
| premier                                                                  | Robert Menzies  | LPA    | 11 stycznia 1956     | 10 grudnia 1958      |
| minister skarbu                                                          | Arthur Fadden   | CP     | 11 stycznia 1956     | 10 grudnia 1958      |
| minister produkcji obronnej                                              | Eric Harrison   | LPA    | 11 stycznia 1956     | 24 października 1956 |
| minister produkcji obronnej                                              | Howard Beale    | LPA    | 24 października 1956 | 10 grudnia 1958      |
| minister wojsk lądowych                                                  | Eric Harrison   | LPA    | 11 stycznia 1956     | 28 lutego 1956       |
| wiceprzewodniczący Federalnej Rady Wykonawczej                           | Eric Harrison   | LPA    | 11 stycznia 1956     | 24 października 1956 |
| wiceprzewodniczący Federalnej Rady Wykonawczej                           | Neil O’Sullivan | LPA    | 24 października 1956 | 10 grudnia 1958      |
| minister pracy i służby zasadniczej                                      | Harold Holt     | LPA    | 11 stycznia 1956     | 10 grudnia 1958      |
| minister imigracji                                                       | Harold Holt     | LPA    | 11 stycznia 1956     | 24 października 1956 |
| minister imigracji                                                       | Athol Townley   | LPA    | 24 października 1956 | 10 grudnia 1958      |
| minister handlu                                                          | John McEwen     | CP     | 11 stycznia 1956     | 10 grudnia 1958      |
| minister spraw zagranicznych                                             | Richard Casey   | LPA    | 11 stycznia 1956     | 10 grudnia 1958      |
| minister kierujący Związkową Organizacją Badań Naukowych i Przemysłowych | Richard Casey   | LPA    | 11 stycznia 1956     | 10 grudnia 1958      |
| minister obrony                                                          | Philip McBride  | LPA    | 11 stycznia 1956     | 10 grudnia 1958      |
| minister marynarki wojennej                                              | Neil O’Sullivan | LPA    | 11 stycznia 1956     | 24 października 1956 |
| prokurator generalny                                                     | John Spicer     | LPA    | 11 stycznia 1956     | 14 sierpnia 1956     |
| prokurator generalny                                                     | Neil O’Sullivan | LPA    | 14 sierpnia 1956     | 10 grudnia 1958      |
| minister rozwoju narodowego                                              | Bill Spooner    | LPA    | 11 stycznia 1956     | 10 grudnia 1958      |
| minister lotnictwa cywilnego                                             | Athol Townley   | LPA    | 11 stycznia 1956     | 24 października 1956 |
| minister sił powietrznych                                                | Athol Townley   | LPA    | 11 stycznia 1956     | 24 października 1956 |
| minister ds. terytoriów                                                  | Paul Hasluck    | LPA    | 11 stycznia 1956     | 10 grudnia 1958      |
| minister przemysłu podstawowego                                          | William McMahon | LPA    | 18 października 1956 | 10 grudnia 1958      |
| minister zaopatrzenia                                                    | Howard Beale    | LPA    | 24 października 1956 | 10 grudnia 1958      |
| minister żeglugi i transportu                                            | Shane Paltridge | LPA    | 11 lutego 1958       | 10 grudnia 1958      |
| minister lotnictwa cywilnego                                             | Shane Paltridge | LPA    | 11 lutego 1958       | 10 grudnia 1958      |